# Affaire Vincendon et Henry

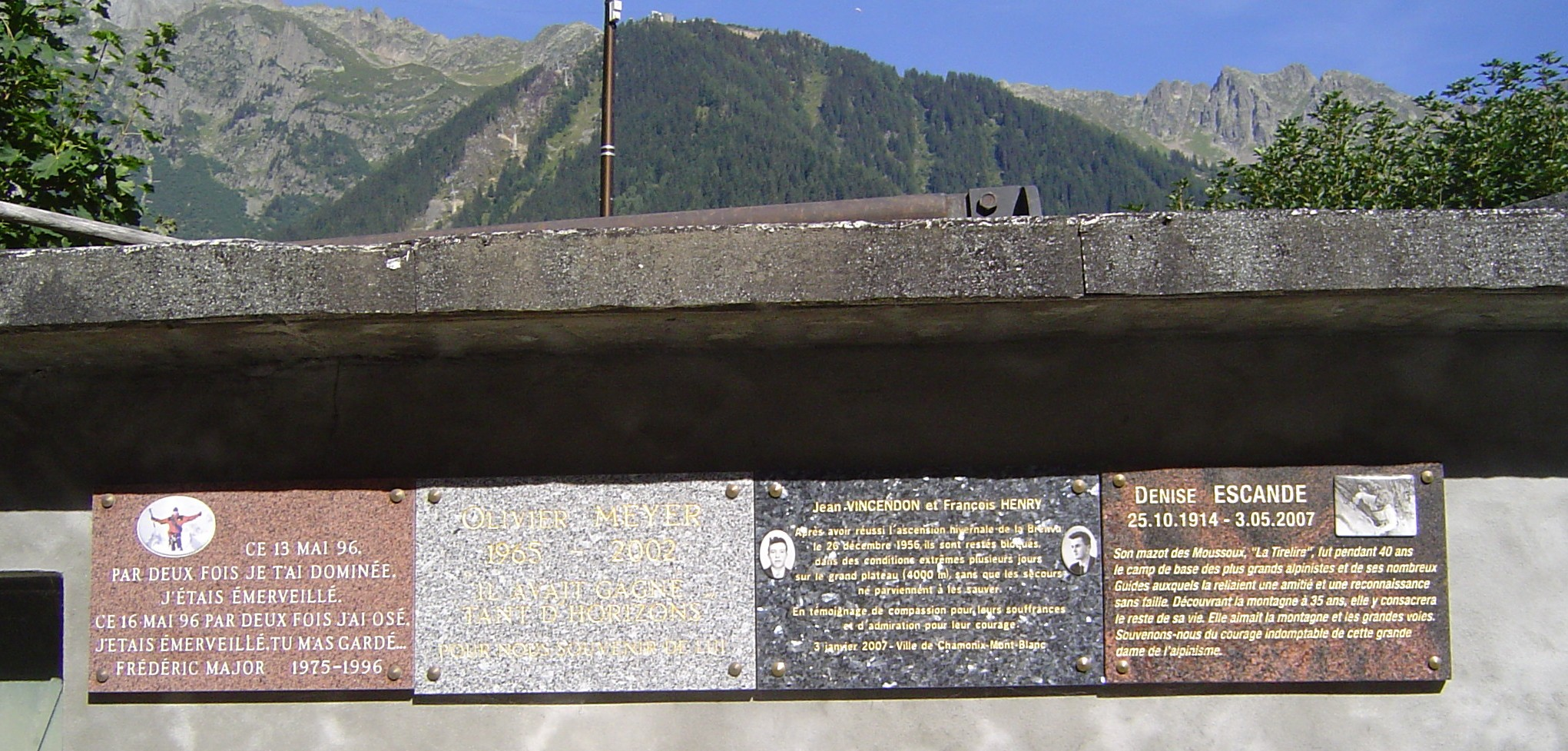
La plaque en mémoire de Jean Vincendon et François Henry au cimetière de Chamonix-Mont-Blanc.

Pour les articles homonymes, voir Vincendon.
L'affaire Vincendon et Henry est celle de la longue agonie, racontée par de nombreux médias pendant plus d'une semaine, de deux étudiants et alpinistes, Jean Vincendon et François Henry, partis le 22 décembre 1956 pour gravir le mont Blanc par le difficile et sportif éperon de la Brenva, soit la troisième ascension hivernale de l'histoire de cette voie.
Après une acclimatation de quelques jours, l'ascension s'effectue les 25 et 26 décembre 1956, sur la cordée de l'alpiniste italien Walter Bonatti et d'un lieutenant des chasseurs alpins italiens, rencontrés au refuge le soir de Noël. Mais une tempête exceptionnellement violente force les quatre hommes à un bivouac délicat sous le sommet, puis le drame empire à la descente, quand les pieds de plusieurs alpinistes gèlent et quand Vincendon et Henry, épuisés, doivent accepter de former une cordée autonome puis se perdent dans un dédale de glace et de très mauvaises conditions météorologiques à plus de 4 000 m d'altitude.
Les deux étudiants succombent après dix jours de lutte acharnée contre un froid glacial. Leur lente agonie est suivie à la jumelle depuis la vallée,, car ils sont visibles, juste en face, depuis les pistes de La Flégère, la station de Chamonix, en pleine saison des fêtes. Le sauvetage, confié pour la première fois exclusivement à un hélicoptère, échoue en raison du choix d'un appareil militaire inadapté, qui s'écrase avec des passagers sans équipement d'alpinisme, tandis que deux caravanes de secours terrestre, dont l'une menée par le célèbre vainqueur de l'Annapurna Lionel Terray, partent trop tard, freinées par d'abondantes chutes de neige et la faible coordination des secours, abandonnés à l'armée, ce qui suscite la colère de Maurice Herzog et Lionel Terray puis du Club alpin français.

## Les victimes du drame
Jean Vincendon et François Henry avaient respectivement 24 et 22 ans. Tous deux sont étudiants, le premier à Paris, le second à Bruxelles. Jean Vincendon avait été admis aspirant-guide car il se destinait à la profession de guide de haute montagne. Ils se sont rencontrés trois ans plus tôt lors d'un stage d'escalade  dans les Ardennes puis ont partagé de « belles ascensions dans les Alpes ». Selon l'historien Yves Ballu, « leur idée était de se faire remarquer pour être sélectionnés dans les expéditions nationales himalayennes, en effectuant une ascension difficile, en neige et glace », l'hiver, période où le versant italien du Mont-Blanc est qualifié de « conditions himalayennes ». 
Vincendon espère faire partie de prochaines expéditions dans l'Himalaya ou dans les Andes. Plusieurs d'entre elles avaient conquis les années précédentes de grands sommets, comme l'Annapurna en 1950 et l'Everest en 1953. 
C’est en voulant imiter leur ami Claude Dufourmantelle, avec qui ils pratiquent l'escalade à Fontainebleau sur des blocs de rochers, que Vincendon et Henry se sont décidés. Dufourmantelle est comme eux déjà un alpiniste aguerri mais ne passera son diplôme d'aspirant-guide que deux ans après, en 1958. 
Quelques semaines plus tôt, il avait réussi avec François-Xavier Caseneuve la deuxième ascension hivernale de la Brenva, des mois après la première, effectuée par la cordée Couzy-Vialatte. 
L'ascension de la Brenva par Vincendon et Henry s'effectue avec le célèbre guide italien Walter Bonatti, 26 ans, et son équipier, Sylvano Gheser, lieutenant des chasseurs alpins italiens. Walter Bonatti est alors un des meilleurs alpinistes du monde, réputé en glace et neige comme en rocher, après avoir participé à l'expédition italienne, vainqueure  en 1954 du sommet himalayen du K2, à 8 611 mètres d'altitude. Il a aussi accompli, à Chamonix, une autre première mondiale, en solitaire, l'ascension de l'Aiguille du Dru par l'éperon sud-ouest, en six jours, en août 1955, un an et demi avant le drame.
Selon leur ami Claude Dufourmantelle, Vincendon et Henry, trop lents dans la prise de décision, ont « passé trop de temps à tergiverser » mais ont surtout probablement joué de malchance, pris par une avalanche, car « quand on les a retrouvés, ils n’avaient plus de gants ni de lunettes »,.

## Le contexte d'engouement national pour l'alpinisme
Dans les années 1950, l'alpinisme bénéficie d'un engouement très large qui se concrétise par le succès du  « roman vécu » de la conquête en 1950 de lAnnapurna, premier 8000. Le livre se vend à quinze millions d'exemplaires. C'est la première des grandes expéditions nationales, organisées et vantées par les gouvernements, au nom des qualités de courage et de conquête. Elle fait la fierté de la France et incite les Britanniques, les Suisses, et les Italiens à se lancer de la même façon à l'assaut des autres sommets himalayens, le K2, le Makalu, et l'Everest vaincu par les Britanniques en 1953.
Les années 1950 voient une autre révolution de l'alpinisme en France, qui n'est plus l'apanage de quelques riches clients oisifs recourant exclusivement au monopole de guides nés à Chamonix. Déjà avant-guerre, un homme né dans la vallée voisine du Beaufortain, le journaliste Roger Frison-Roche avait réussi l'exploit de se mêler à eux. Après-guerre, ses romans de montagne, austères mais palpitants, sont d'énormes succès d'édition. En région parisienne, une génération d'étudiants passionnés passe ses week-ends, été comme hiver, sur les rochers de la forêt de Fontainebleau, et acquiert un niveau d'escalade supérieur à celui de bien des guides de Chamonix. Les premières ascensions hivernales du Mont-Blanc, par le sévère versant italien verglacé, lui permettent de compléter son expérience de la montagne en conditions réelles, dans l'espoir de postuler aux expéditions himalayennes "nationales", tant vantées par le gouvernement et les médias.
La seconde moitié des années 1950 est cependant plus nuancée pour l'image de l'alpinisme, avec les premières polémiques. Walter Bonatti, héros de l'expédition italienne conquérante en 1954 du sommet himalayen du K2, est soupçonné par certains journaux, sans réellement d'indices, d'avoir utilisé trop d'oxygène. Plus sérieusement, mais plus discrètement, les rôles respectifs de Maurice Herzog et Louis Lachenal dans l'expédition française de l'Annapurna en 1950, commencent à être rediscutés après la mort du second dans une crevasse de la Vallée Blanche en novembre 1955, car le manuscrit de son récit a été capté par Maurice Herzog et expurgé d'un chapitre. 
En avril 1956, huit mois avant l'affaire Vincendon et Henry, l'affaire de la Vallée Blanche a aussi fait couler de l'encre car elle a emporté le guide Paul Demarchi qui, comme Louis Lachenal, a été amputé des pieds. Il fut le héros du sauvetage spectaculaire de février 1938 aux Aiguilles du Diable, puis de la recherche des victimes du crash sur le sommet du Mont-Blanc de l'avion indien Malabar Princess. Ce dernier drame a aussi causé en 1951 la mort dans une crevasse d'un autre guide-secouriste, René Payot, et a inspiré en 1952 La Neige en deuil, de l'écrivain vedette Henri Troyat (et bien plus tard le film Malabar Princess en 2004).

## L'échec du premier véritable sauvetage par hélicoptère
Selon l'historien Yves Ballu, cette affaire est aussi celle du « premier véritable sauvetage par hélicoptère », une bonne idée, suivie d'une mauvaise, celle « de ne pas conjuguer la voie aérienne avec la voie terrestre », car l'alpiniste Lionel Terray et Claude Dufourmantelle, ami des deux alpinistes, ont été « freinés, voire empêchés de former des cordées de secours », dans un contexte global ou « amateurs, guides, militaires, se sont opposés sur les moyens ». 
L'armée a en effet écarté l'aide du pilote suisse spécialisé Hermann Geiger, qui en décembre 1956 avait déjà réalisé 256 sauvetages en montagne avec un petit avion amélioré pour l'époque, car équipé de larges patins-skis.
L'armée a aussi préféré l'hélicoptère Sikorsky à l'Alouette, pourtant en service depuis 1954 et « plus léger et maniable en haute montagne ».
Les courants d'air ascendants et les mauvaises conditions météo ont causé l'échec de ce premier sauvetage par hélicoptère, le Sikorsky étant déstabilisé et tombant dans la neige. Ses quatre occupants échappent par miracle à des blessures, mais deux d'entre eux n'ont ni équipement de montagne ni expérience de la marche en altitude. L'armée va alors opposer leur sort à celui de Vincendon et Henry, désignés à la vindicte comme des imprudents.

## Une conjonction d'aléas malheureux pour les quatre victimes

### La difficile remontée de la Vallée Blanche
Arrivés à Chamonix, Vincendon et Henry louent une chambre meublée au bar Le National. Ils ont emmené de quoi tenir plusieurs jours en autonomie complète, l'option himalayenne , avec une tente et des vivres pour plusieurs jours, en cas de mauvais temps. Pour François Henry c'est la première ascension sur le versant italien du Mont-Blanc.
Les deux jeunes gens demandent conseil à de nombreux alpinistes qui ont déjà fait cette course : tous insistent pour qu'à la descente ils fassent un crochet par le sommet du Mont Blanc afin d'éviter de se perdre, et parlent de "labyrinthe" et de "neige pourrie", sauf Dufourmantelle et Caseneuve. Dufourmantelle et Caseneuve avaient déjà fait une tentative l'année précédente, sans succès à cause du mauvais temps, et ils avaient constaté en revenant après quatre jours qu'aucun secours ne s'était inquiété de leur sort, comme ils le constateront aussi lors de leur tentative réussie un an plus tard.
Le 22 décembre, Vincendon et Henry prennent la benne de service de huit heures du téléphérique de l'Aiguille du Midi, comme cela avait été accordé exceptionnellement quelques jours plus tôt à Dufourmantelle et Caseneuve. Mais gênés par des sacs trop lourds et trop peu aguerris au ski de peaux de phoque, discipline encore émergente, ils doivent abandonner ces skis pour finir la remontée de la Vallée Blanche avec de la neige jusqu'aux genoux.

### La rencontre avec les italiens Bonatti et Gheser
Ils vont alors croiser les Italiens Bonatti et Gheser, partis aussi du côté français. Quelques mois plus tôt, dans son numéro d'août 1955, Paris Match avait salué en Walter Bonatti le "dernier héros des Alpes", qui a été élu "sportif de l'année" par la presse italienne. 
Silvano Gheser est, lui, instructeur militaire d'alpinisme, excellent skieur, mais il n'a pas encore réalisé d'hivernale ni de grande course. 
Le 18 décembre, au cours d'une reconnaissance à ski, Bonatti avait vu la cordée Dufourmantelle-Caseneuve dans la paroi, à une heure tardive, mais progressant sans problème. Quatre jours après, lors d'une autre randonnée à ski dans le même secteur, il croise cette fois Vincendon et Henry qui l'informent de leur projet, puis les revoit en fin d'après-midi à la hauteur de la Tour ronde, alors qu'ils semblent rentrer au refuge Torino près du col du Géant après avoir renoncé. En effet, par prudence ils ont décidé d'abandonner après cette marche d'approche rendue épuisante par les énormes chutes de neige. Mais en redescendant, ils se rendent compte que Bonatti et Gheser ont, eux, la ferme intention de continuer, alors que le soleil revient.

### La nuit au refuge
Après une après-midi de récupération au refuge, Vincendon et Henry s'imaginent alors, à tort, que le gros du mauvais temps est passé, à une époque où la météo n'est pas encore fiable. Bonatti écrira dans le quotidien La Nuova Stampa que les conditions étaient idéales. 
Ils ont cependant besoin de se reposer après l'épuisante traversée de la Vallée Blanche sans leurs skis. Bonatti leur propose de se joindre à lui pour l'ascension le lendemain de la voie de la Poire. « Il est bon de rencontrer des gens comme eux, capables, modestes et distingués » écrira peu après Bonatti dans la revue du Club Alpin italien. Les Italiens partagent des vivres à Noël avec le Français et le Belge, qui ont déjà consommé une grande partie des leurs en seulement deux jours.

### L'ascension de la Brenva avec Bonatti
Les quatre hommes passent la nuit du 24 au 25 décembre dans ce minuscule refuge de la Fourche, à 3684 mètres d'altitude, et François Henry prête son piolet à Bonatti, qui a fêlé le sien. Le lendemain, tous les quatre réalisent la même ascension, celle de la Brenva, sur la même corde et sur une proposition de Bonatti, qui a renoncé à escalader la "voie de la Poire" et traversé la voie pour se joindre à eux. Mais tous les quatre sont pris dans une énorme tempête, dans une partie du Mont-Blanc où il est moins dangereux de sortir par le haut en finissant l'ascension que de redescendre. 
Les rafales de vent les freinent et les obligent à passer la nuit dans un bivouac acrobatique et épuisant, en pleine paroi. 

### La descente et la scission des deux cordées
Le lendemain, à l'amorce de la descente, l'épuisement de Jean Vincendon l'amène à implorer un arrêt collectif d'une demi-heure pour s'alimenter. Bonatti refuse en raison du froid glacial qui gèle les pieds de Silvano Gheser. Il leur conseille de se retrouver au refuge Vallot, la voie la moins risquée, qui nécessite de finir l'ascension du Mont-Blanc par une pente de neige moins inclinée que celles qu'ils viennent de terminer, pour redescendre côté français. Walter Bonatti et Silvano Gheser y parviennent mais sont victimes de gelures aux pieds et aux mains, sévères pour le second, et après s'être extraits d'une crevasse dans laquelle Bonatti a chuté. 
La tempête ayant rendu cet itinéraire méconnaissable, Vincendon et Henry, dont l'épuisement s'aggrave, préfèrent redescendre immédiatement, en coupant au plus court, à travers le "Grand plateau", où ils se perdent dans le dédale des séracs et où ils ne pourront utiliser leur volumineux matériel, ni les vivres parachutés, car tous leurs doigts sont gelés.
L'alerte est donnée après cinq jours. Le docteur Dartigue, président de la SCSM, renvoie vers Joseph Bournet, président de la Compagnie des guides de Chamonix et Louis Piraly, celle de Saint-Gervais, après avoir confirmé qu'aucun dispositif de secours n'existe en hiver. La femme de Lionel Terray informe qu'il peut aider, mais l'offre est déclinée par Dartigue, et Terray part le lendemain à Val d'Isère. Les deux présidents disent qu'il y a trop de neige et proposent de recourir à un avion de l'aérodrome du Fayet, où on invoque aussi le mauvais temps  .
Le lendemain parait le premier article de Philippe Gaussot dans le Dauphiné Libéré.

### Le crash de l'hélicoptère
Repérés après la tempête par un employé de la station de ski de Chamonix, puis photographiés par un avion de reconnaissance au-dessus d'une corniche de glace qui « menace de s’écrouler à tout moment », et où l'hélicoptère ne peut rien pour eux, ils parviennent à se déplacer vers un lieu beaucoup plus sûr, sur le Grand Plateau. Mais l'hélicoptère Sikorsky S-58, d'un modèle inadapté à cette altitude, s'écrase en raison de violentes rafales de vent ascendant qui se combinent à l'effet de ses pales sur la neige. Ses quatre occupants deviennent alors la seule priorité des secours militaires. Parmi eux, deux militaires sans équipement de montagne, et « qui n'ont jamais fréquenté, à pied, les hautes altitudes ». L'un d'eux tombe même dans une crevasse. L'armée est alors critiquée pour avoir utilisé cet hélicoptère Sikorsky, alors que les Alouette II, « plus légères et maniables en haute montagne que les Sikorsky », ne seront utilisées que beaucoup trop tard.

### La descente difficile aussi de Bonatti
Bonatti et Gheser ont de leur côté mis plusieurs jours à redescendre, du côté italien, après une autre étape forcée, au Refuge Gonella. En février et mars 1957, ils publient chacun de son côté des articles dans des revues d'alpinisme, décrivant l’ascension en compagnie de la cordée Vincendon-Henry, et apportant des précisions qui manquent au moment du drame, quand la presse grand public croit encore que les deux cordées avaient grimpé sur deux itinéraires différents, jusqu'aux révélations du 1er janvier 1957 dans Le Monde.

### Les deux caravanes de secours
Claude Dufourmantelle, qui a dîné avec Vincendon et Henry à Chamonix la veille de leur départ, a déclenché l'alerte le premier, après trois jours sans nouvelles. Puis il accompagne Lionel Terray, qui revient à Chamonix le 30 décembre après deux jours d'absence et décide immédiatement d’organiser une caravane terrestre de secours avec Claude Dufourmantelle, Rémy de Viry et Gilles Sauvon-Josserand, tous trois  guides de l'École nationale d'alpinisme. Le célèbre vainqueur de l'Annapurna passe ainsi outre l'avis du président de la Société chamoniarde de secours en montagne , le docteur Dartigue, qui a préconisé la voie des airs pour atteindre les deux alpinistes et l'a déléguée dès le 28 décembre au commandant Le Gall, alors qu'une combinaison des deux méthodes, selon Yves Ballu, augmentait les chances pour les deux jeunes gens et la sécurité de leurs secouristes par hélicoptères.
Lionel Terray déclare, lui, qu'il a 60% de chances de les sauver. « Je ne peux admettre que deux hommes puissent mourir à deux heures à vol d’oiseau de Chamonix sans avoir rien tenté pour les sauver », confie-t-il au reporter du Dauphiné Libéré. « Les hélicoptères c’est un truc qui n’est pas encore au point. Il existe de vieilles méthodes qui ont fait leurs preuves depuis toujours […] c’est la caravane terrestre », rappelle-t-il. Une autre caravane de six alpinistes suisses et deux français prend le même itinéraire le lendemain. Mais le retour du vent à plus de 100 km/h et des chutes de neige les empêchent aussi d'aboutir.

### L'ordre de ne plus rien tenter
Arrivé à Chamonix, le secrétaire d'État aux forces armées Henri Laforest ordonne de ne plus rien tenter.  Maurice Herzog lui répond immédiatement et publiquement, que « la tradition la plus noble et la plus sacrée est de ne pas laisser les hommes à la montagne ». 
Sous pression médiatique, le père du plus jeune des deux étudiants accepte leur abandon, la mort dans l'âme. 
La décision du gouvernement français provoque une avalanche de protestations dans tous les pays de l'arc alpin, notamment en Suisse, car le concours du pilote suisse Hermann Geiger, le « Saint-Bernard des airs », qui a réalisé 256 sauvetages en montagne avec son avion Super-Piper équipé de patins, a été refusé.
Yves Ballu, auteur d'un livre consacré à l'affaire, a souligné le paradoxe que « ce sont les plus courageux qui se sont sentis les plus coupables ».

## Chronologie des événements

### Samedi 22 décembre 1956
À 8 heures, départ des deux alpinistes pour leur ascension qui doit durer normalement deux jours, voire trois. Ils prennent le téléphérique de l'Aiguille du Midi et continuent l'ascension à pied jusqu'au refuge Torino où ils passent la nuit.

### Dimanche 23 décembre
Ils se dirigent vers la Fourche et passent la nuit dans le refuge du même nom avec l'intention de tenter l'ascension de la Brenva, le lendemain matin.

### Lundi 24 décembre
Par souci des conditions météo, ils redescendent vers Chamonix sans avoir gravi la Brenva et croisent la cordée italienne composée du guide Walter Bonatti et Silvano Gheser qui montaient. La rencontre leur donne le courage de monter et les quatre hommes passent la nuit de Noël au refuge de la Fourche.

### Mardi 25 décembre
Les deux cordées font trace commune jusqu'au col Moore puis se séparent. Bonatti et Gheser vont tenter la voie de la Poire et Vincendon et Henry s'engagent dans la Brenva. Mais Bonatti décide finalement de rejoindre Vincendon et Henry sur l'éperon de la Brenva. Tous quatre sont surpris par la nuit et le mauvais temps et passent la nuit dans un bivouac de fortune en pleine voie.

### Mercredi 26 décembre
Les conditions sont toujours mauvaises. Les quatre hommes estiment qu'il est plus prudent d'arriver au sommet pour rejoindre le refuge Vallot que de redescendre. Les deux cordées se séparent involontairement dans la tempête. Les Italiens arrivent au refuge Vallot mais les deux étudiants, fatigués, décident de redescendre à Chamonix directement, par la « Combe Maudite ». Dans la vallée, alors qu'on est sans nouvelles depuis cinq jours, l'alerte est donnée.

### Jeudi 27 décembre
Un hélicoptère Sikorsky S-55 décolle pour une reconnaissance mais ne repère pas les jeunes gens. 

### Vendredi 28 décembre
Les deux alpinistes sont repérés par un hélicoptère duquel on largue des vivres et des couvertures.

### Samedi 29 décembre
Un nouveau plan de sauvetage est mis en place ; il nécessite sept heures de beau temps. On survole les deux sinistrés.

### Dimanche 30 décembre
Walter Bonatti et Sylvano Gheser sont sains et saufs, ayant pu rejoindre vendredi, à la nuit, le Refuge Gonella, sur le versant italien du mont Blanc, à 3 071 mètres d'altitude. Mais Sylvano Gheser a eu les doigts des pieds et des mains gelés au deuxième degré.
Walter Bonatti explique que « le Mont-Blanc ne se serait pas présenté avant longtemps dans des conditions aussi bonnes », finalement si imprévisibles que la traversée du glacier du Dôme, qui nécessite normalement une dizaine de minutes seulement, leur a pris plus de trois heures, plongés parfois dans la neige jusqu'aux hanches par moins 35 degrés.
L'hélicoptère découvre Vincendon et Henry « reposant sur une tour de glace qui risque de s'écrouler et au-dessus d'un abîme de 300 mètres ». Un des messages leur demande de remonter de 200 mètres vers le Grand Plateau puis le Dôme du Goûter, seul endroit où l'hélicoptère peut se poser. 
Peu avant la nuit, ils sont aperçus, obéissant, mais remontant lentement la pente au dessus la combe Maudite vers le Grand Plateau car épuisés. Une caravane pédestre s'organise.

### Lundi 31 décembre
Le Sikorsky S-58 de l'armée, qui devait récupérer les deux alpinistes, s'écrase dans la neige au niveau de la « Combe Maudite » du Grand Plateau à 4 000 mètres d'altitude. L'hélicoptère s'est écrasé sur le plateau à cause de la neige avec ses quatre occupants (deux pilotes, le commandant Alexis Santini et l'adjudant André Blanc, et deux alpinistes secouristes, Honoré Bonnet et Charles Germain, qui sont indemnes). Il s'est retourné, ayant été pris dans un « rabattant » de 14 mètres par seconde. Il y a désormais six hommes exposés au grand froid. Un autre hélicoptère dépose quatre moniteurs, menés par Gilbert Chappaz, sur le Dôme du Goûter, d'où ils descendent vers l'épave de l'hélicoptère.
Les deux alpinistes sont installés, alimentés et munis de couvertures, dans la carlingue épave. Leurs fortes gelures font que leur transport dans cette tempête comporterait des risques graves et les quatre moniteurs se concentrent sur le sauvetage des secouristes. Les sauveteurs décident de les remonter en priorité au refuge Vallot.
Le temps est si mauvais que les opérations terrestres sont arrêtées, alors que les deux cordées de secours ne sont encore qu'au Refuge des Grands Mulets. Il est décidé qu'elles repartiront au-dessus du Refuge des Grands Mulets dès qu'une accalmie se produira. Pour eux, une assurance vient d'être souscrite par le secrétaire général de la Société chamoniarde de secours en montagne et par Paul Payot, maire de Chamonix, confirmée par le président national de la Fédération des sociétés de secours en montagne. Une seconde caravane de huit alpinistes genevois rejoint celle de Lionel Terray, qui a mal interprété le message d'un avion militaire, en croyant que l'hélicoptère avait réussi, et avait donc commencé à redescendre, avant de faire demi-tour une fois découvert le malentendu, en prenant des risques sérieux.
Un poste de radio a été monté par les alpinistes suisses. Une troisième caravane de secours, lancée par la Société chamoniarde de montagne est prévue.

### Mardi1erjanvier 1957
La cordée de Terray redescend par sécurité. À l'observatoire Vallot, les secouristes s'occupent des pilotes extrêmement fatigués.

### Mercredi 2 janvier
Le temps est mauvais. Les opérations sont arrêtées. La Compagnie des Guides de Chamonix publie un communiqué, titré les sauveteurs ont le droit de peser les risques auxquels ils s’exposent,, qui condamne avec vigueur la conduite de Vincendon et Henry et s'élève aussi contre certains propos tenus par Lionel Terray. Sévère, le texte demande « une mise en garde largement diffusée aux alpinistes qui, par esprit de compétition, négligent les conditions de la montagne dans leur marche d’approche ou de retour et à ceux qui, par esprit de vanité, entreprennent des courses au-dessus de leurs possibilités et de leur compétence ».
Le texte reproche à Lionel Terray d'avoir, dans sa déclaration à Europe 1, « minimisé ce qu’ont fait les guides moniteurs » en sauvant les secouristes et l'accuse d'oublier qu'une chute de neige de 40 à 50 centimètres s’est produite mercredi 26 décembre, non stabilisée, qui « aurait fait courir des dangers énormes à des hommes empruntant cet itinéraire », en rappelant qu'il « s'y est engagé dimanche et lundi, c’est-à-dire 4 à 5 jours après, alors que la neige s’était stabilisée ». Le communiqué est appuyé par des déclarations similaires de Félix Germain, président de la commission nationale de secours en montagne et par André Georges, président du Secours en montagne du Briançonnais
La réponse de Lionel Terray est publiée dans le même numéro du Monde du 4 janvier 1957 que les déclarations le mettant en cause: « ce que je n'admets pas, c'est que l'on cherche à empêcher les volontaires d'agir et que, si l'on décide des opérations de secours, on les mène avec incohérence, que l'on accumule faute sur faute ». Il rappelle avoir été « absent de Chamonix les 27 et 28, alors que le temps était beau et qu'une opération de secours bien menée aurait pu réussir » puis avoir agi à la demande des proches des victimes.

### Jeudi 3 janvier
Le temps étant plus favorable et le vent assez faible, deux hélicoptères de type Alouette II se posent à proximité de l'observatoire Vallot et évacuent secouristes et pilotes. Le survol de la carcasse du Sikorsky ne donne aucun signe de vie de Vincendon et Henry. Le capitaine Legall de l'École militaire de haute montagne, avec l'accord du père de François Henry, décide d'arrêter l'opération de secours : « il est improbable que Henry et Vincendon soient encore en vie. Risquer la vie de nos hommes pour redescendre deux cadavres serait une folie », déclare-t-il. Cinq voyages furent nécessaires pour évacuer les huit, dont un par le commandant Santini, qui a des gelures au visage.
On précise que les corps resteront dans la carlingue de l'hélicoptère brisé en attendant qu'une caravane soit formée, « pas avant l'été prochain » selon le ministre, qui déclare : « jusque-là les deux jeunes alpinistes " auront pour linceul le glacier hostile qui les a vaincus ». Le Monde précise cependant que le pilote suisse Geiger envisagerait de tenter une nouvelle opération de sauvetage « s'il obtient l'accord des familles » et que le commandant Le Gall examine une propositions des spéléologues du gouffre Berger « prêts à tenter d'atterrir à proximité de l'épave ».
« Nombreux sont les montagnards qui pensent qu'un temps précieux aurait été gagné si une parfaite coordination s'était établie dès les premières minutes entre les divers organismes responsables », constate un article dans Le Monde. 

### Samedi 5 janvier
Lionel Terray donne sa démission de la Compagnie des guides de Chamonix, pour protester contre un communiqué que celle-ci a publié pour réfuter ses critiques ; il s'estime « insulté et diffamé » par l'insinuation selon laquelle il aurait voulu avant tout se « faire de la publicité ».

### Dimanche 6 janvier
Un article dans L'Humanité, comportant plusieurs inexactitudes  et évoquant des « rivalités contraires à l’intérêt des victimes » déjà déplorées lors du sauvetage du "Malabar-Princess", accuse aussi les deux alpinistes décédés de légèreté : « les conquérants à la petite semaine, de 1956, ne comptent plus assez sur eux-mêmes. Et les guides — professionnels de la montagne — en arrivent maintenant à risquer journellement leur vie pour sauver ceux qui font fi de leur savoir » et rappelle les gelures subies dans un sauvetage par le guide et secouriste Paul Demarchi, mort mystérieusement quelques mois plus tôt dans l'affaire de la Vallée Blanche.
L'auteur estime que le sauvetage de Vincendon et Henry a manqué de coordination car « plusieurs volontaires de la compagnie chamoniarde des guides s’étaient offerts (..) Saint-Gervais semblait prendre l’initiative des opérations. Mais le samedi, c’est l’armée seule qui dirige le sauvetage », tout en notant que la petite équipe réunie par Lionel Terray a été « composée trop rapidement » et que cette « précipitation le fait échouer », au même titre que les risques d'avalanche . L'article réclame aussi que les refuges soient « équipés au titre d'un plan touristique », en déplorant l'état des trois refuges impliqués dans le double sauvetage des deux jeunes et de leurs secouristes: « Vallot n’est qu’un simple bidon de tôle percée, "Les Grands Mulets", une ruine aux fenêtres crevées, "Le Goûter", une cabane aux planches disjointes ».

### 19 et 20 mars 1957
Une expédition redescend les corps de Vincendon et Henry. En raison du temps incertain, elle a été retardée de quarante-huit heures. Jean Henry, le frère de François, est autorisé à accompagner la caravane jusqu'au Grand-Plateau mais doit renoncer, n'étant pas assez bon skieur. Trois hélicoptères participent à l'opération. Le commandant Santini, qui était le chef de bord du Sikorsky-58 qui s'est écrasé sur le Grand-Plateau, et le sergent-chef Petetin pilotent deux d'entre eux.

## Polémique

### Le rôle de l'armée et le matériel choisi
L'armée, dans le contexte de la guerre d'Algérie, refuse initialement de mettre à disposition les hélicoptères adaptés. Ce n'est que lorsque les sauveteurs seront eux-mêmes bloqués en altitude que les moyens nécessaires seront mis en œuvre. La position du corps de François Henry lors de sa découverte en mars (il a probablement essayé de sortir de la carlingue avant de mourir) a laissé envisager qu'il était encore vivant lors du dernier survol par hélicoptère Alouette.
La presse évoque aussi le manque de communication, alors que l'armée a dès le début pris les devants mais sans s'impliquer vraiment. « Nombreux sont les montagnards qui pensent qu'un temps précieux aurait été gagné si une parfaite coordination s'était établie dès les premières minutes entre les divers organismes responsables », constate un article dans Le Monde. La presse découvrira un peu plus tard que l'armée a non seulement cru pouvoir décourager les secours terrestres mais aussi écarté une partie des secours aériens disponibles. Dans Le Monde du 5 janvier 1957 puis 12 janvier 1957, puis dans le magazine allemand Der Spiegel du 27 janvier 1957, un long article rapporte que l'armée a écarté des secours le célèbre Hermann Geiger, pilote d'avion suisse, déjà surnommé « le pilote des glaciers » ou « le Saint Bernard volant », car pionnier du sauvetage en montagne.
Bernard Amrhein, pour la revue électronique Pilotes de Montagne de l'Association Française des Pilotes de Montagne, a déploré, après une enquête approfondie 60 ans plus tard, que la « communication » ait déjà pris le pas sur les considérations strictement humanitaires. Selon lui, l'été précédent le drame, une Alouette II, pilotée par Jean Boulet, avait déjà effectué un sauvetage au refuge Vallot, mais en conditions beaucoup plus faciles et avec un appareil pas encore certifié. La difficulté, en décembre 1956, venait du fait que les appareils étaient distants de plusieurs centaines de kilomètres mais elle pouvait être surmontée.

### Démission de Lionel Terray après un communiqué jugé diffamant
Lionel Terray, guide emblématique de la vallée de Chamonix et bon connaisseur de l'alpinisme en conditions extrêmes, a des mots durs envers l'inorganisation des secours, ce qui provoque une réaction de défense de la direction de la compagnie des guides de Chamonix, par un communiqué qui met maladroitement en cause la compétence de Terray.
Furieux, Terray y répond et rappelle que « la route de l'Aiguille du Goûter aurait été préférable » pour sa caravane terrestre, au besoin en déclenchant une avalanche préventive à la grenade, quand il en était encore temps. Il rappelle que si la neige était tombée en abondance les 25 et 26 décembre, puis le 31 décembre, elle avait eu le temps de se consolider entre les deux épisodes, au moment où lui était absent de Chamonix et les secours abandonnés à l'armée, laquelle n'engageait alors pas les moyens adéquats.
Lionel Terray donne même le 5 janvier sa démission de la Compagnie des guides de Chamonix pour protester contre ce communiqué ; il n'en redeviendra membre que plusieurs mois après, une fois les corps des victimes redescendus. 
Le célèbre alpiniste rompu aux exploits hivernaux et aux sauvetages s'estime « insulté et diffamé » par l'insinuation selon laquelle il aurait voulu avant tout se « faire de la publicité ». Il déclare que les dirigeants de la Compagnie sont « pour la plupart des guides qui n'ont qu'une médiocre expérience de la montagne hivernale ».

### Les propos polémiques du colonel Lacroix
Des propos polémiques du colonel Lacroix sont rapportés le 12 janvier 1957 dans Le Monde : « Cela doit faire réfléchir certains sur ce qu'il y a de choquant dans le fait que des jeunes gens, courageusement sans doute, mais pour leur plaisir, nous entraînent à mettre en oeuvre un matériel précieux pour l'Afrique du Nord. Brutalement dit, nous risquons, pour deux imprudents, de manquer de moyens pour en sauver là-bas un plus grand nombre, qui s'y trouvent involontairement, mais de grand cœur. ».

### La colère du Club alpin français
En mars, quand les deux corps sont enfin rendus aux familles, Gérard Vidal s'indigne, dans la Revue du Club alpin français, que l'agonie des deux hommes ait été « ramenée, comme elle l'a été, aux dimensions d'une tentative imprudente » et rappelle que leur équipier Walter Bonatti « pensait le plus grand bien de la compétence et de l'équipement de Vincendon et d'Henry » et « estimait les conditions atmosphériques très favorables ».
Gérard Vidal, qui souligne que son opinion est celle de tout le Club alpin, dénonce aussi des opérations de secours qui « paraissent avoir été mal conduites » en décembre. Il s'indigne qu'en mars, contrairement au vœu des familles, la descente des deux corps dans la vallée « ait été précédée, accompagnée, suivie, d'une vaste publicité », et sans la participation d'alpinistes parisiens volontaires.

## Conséquences

### La création des PGHM
Cette affaire est à l'origine de la création des pelotons de gendarmerie de haute montagne, unités de secours en montagne en France,.

### Les avions sur ski
La mairie de Chamonix tire les leçons du drame et finance l'équipement de l’avion de Firmin Guiron, le chef de la Base aérienne du Fayet, aérodrome le plus proche du Mont-Blanc avec des skis puis d'appareils mieux motorisés pour être mieux adaptés à l’atterrissage et au décollage en altitude, efforts qui bénéficieront ensuite à la société suisse Pilatus.

## L'affaire Vincendon et Henry dans les œuvres de fiction
- L'Affaire Henry et Vincendon est le titre d'une pièce de théâtre écrite et mise en scène par Pierre Guillois. Cette pièce n'est jouée que dans un lieu très froid. Le public est assis au sol et doit apporter ses propres vêtements chauds. Le nom de la manifestation est Opération Duvets, Moufles, Bonnets. En 2013, cette pièce est recréée dans une nouvelle mise en scène sous le titre Terrible bivouac[46].

- Parfum d'éternité est le titre d'une pièce de théâtre écrite et mise en scène par Xavier Petitjean et jouée par les comédiens amateurs de La Troupe de l'Agapé dans un but caritatif à la fin de l'année 2007. Pièce de fiction basée sur les faits réels, cette pièce est un hommage rendu aux alpinistes Vincendon et Henry[47]. Une compilation vidéo du spectacle est disponible sur YouTube[48].
- Chémama, Alice., Dans l'ombre du Mont-Blanc (ISBN 978-2-205-08898-4 et 2-205-08898-X, OCLC 1285276647, lire en ligne)